# Acne Studios
Acne Studios — шведський будинок моди, що розташований у Стокгольмі. Спеціалізується на жіночому та чоловічому прет-а-порте одязі, взутті, денімі та аксесуарах. Заснований у 1996 році, лейбл отримав свою назву від творчого колективу ACNE (початково був акронім Associated Computer Nerd Enterprises, у подальшому бекронім Ambition to Create Novel Expressions).
Інтерес засновника та креативного директора Джонні Йоганнсона до фотографії, мистецтва, архітектури та сучасної культури відображений в одязі бренду, публікаціях, виставках і спеціальних колабораціях.

## Історія
Acne Studios був заснований 1996 року в Стокгольмі як частина креативного колективу ACNE, який спеціалізувався на графічному дизайні, кінематографі та рекламі. У 1997 році, співзасновник Джонні Йоганнсон створив 100 пар необроблених джинсів з червоною вставкою та роздав їх друзям і рідним. Журнал Wallpaper* і французький Vogue підхопили ідею швидкої популярності джинсів, а лейбл стрімко розповсюдив свій асортимент, пропонуючи вироби не лише з деніму, але й інших матеріалів.
У 2006 році, Acne Studios став окремою компанією та відокремився від інших організацій колективу ACNE, таких як Acne Film, Acne Advertising та Acne Digital, зосереджуючи увагу на діяльності у сфері електронної комерції. Після запуску лейбл перетворився на глобальний модний дім з роздрібними магазинами в Парижі, Лондоні, Нью-Йорку, Антверпені та Токіо, пропонуючи жіночі та чоловічі колекції одягу на паризькому тижні моди двічі на рік, заробляючи щорічно по 215 мільйонів доларів.

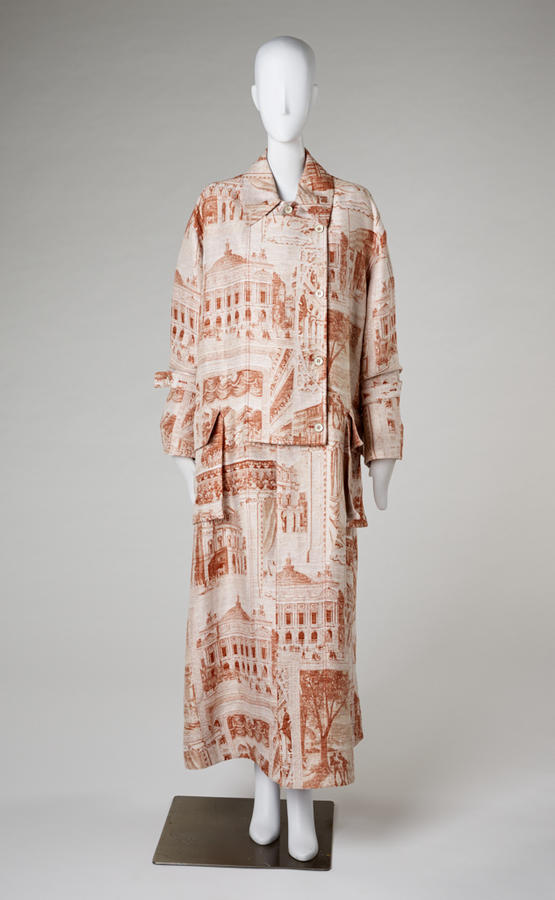
Дизайн весна-літо 2019 року, розроблений Джонні Йоганнсоном

## Продукція
Модний дім спеціалізується на жіночому та чоловічому прет-а-порте одязі, взутті, денімі та аксесуарах (сумки, невеликі шкіряні вироби та окуляри).
Покази колекцій проводяться двічі на рік на тижні моди в Парижі: осінь-зима та весна-літо. Жіночі колекції представляються в Нью-Йорку, а чоловічі — у Парижі.

## Маркетинг
Acne Studios уникає традиційних форм маркетингу й реклами, обираючи натомість публікацію журналу Acne Paper двічі на рік. Журнал охоплює такі теми як мистецтво, мода, фотографія, дизайн, архітектура, наука й культура.
Кожен випуск базується на темі, яку інтерпретують вибрані автори з певної сфери. Такими були Карін Ройтфельд, Ноам Чомскі, Девід Лінч, Ентоні Армстронг Джонс, Аззедін Алайя, Маріо Тестіно, Сара Мун, Тільда Свінтон та Паоло Роверсі. Останній випуск журналу був випущений у 2014 році.

### Кампанії
У вересні 2016 року, модний дім оголосив про кампанію осінь/зима 2016, зняту британський фотографом Девідом Сімсом. Серія складалася з трьох фотографій, кожна з яких була представлена глобально — починаючи з плакатів на стінах під час тижня моди в Парижі та Золотого тижня в Гонконгу, закінчуючи фото у трамваях у Мілані та цифровими зображеннями в лондонському універмазі Harrods.
Для рекламної кампанії весна-літо 2017 року, фотограф Паоло Роверсі зняв серію портретів відомих особистостей, таких як Гольшіфте Фарахані, Фатіма Аль Кадірі та Хайв Кахраман. Фотографії були виставлені на відкритій виставці в Нью-Йорку, Парижі, Мілані та Гонконгу.
Ми вважали за краще працювати не з професійними моделями для цієї кампанії, а з жінками, які залучені в таких сферах як мистецтво та музика. У нас була мета знайти сильну та творчу групу…Ця колекція про відкритість і погляд на світ. — Джонні Йоханссон, креативний директор Acne Studios.

## Співпраці
Acne Studios активно співпрацює з багатьма креативними індустріями, створюючи лімітовані випуски колекцій. Деякі з них: співпраця з найдавнішим виробником велосипедів Bianchi, лінія диванів із Карлом Малмстеном, капсульна колекція з модним домом Lanvin, арт-інсталяція і колекція з мисткинею Катериною Джебб, колекція крос-гендерних блузок із журналом Candy, книга з мистецтва та лінія голубих сорочок з Ентоні Армстронгом Джонсом, книжкова й капсульна колекція на тему родео, натхненна фотографом Брюсом Белласом (Брюсом із Лос-Анджелеса), колекція, заснована на творах шведської художниці Гільми аф Клінт, капсульна колекція у співпраці з лондонським універмагом Liberty.
Пізніші проєкти: колекція домашнього одягу унісекс із шовку, невеликі шкіряні товари з монограмою американського фотографа Джека Пірсона, колекція килимів на Медісон-авеню, розроблених британським дизайнером Максом Лембом і шведським виробником килимів Kasthall.
2019 року бренд випустив капсульні колекції одягу у співпраці з американським виробником одягу Starter та гравцем НБА Расселом Вестбруком.
2020 року Acne Studios випустив капсульну колекцію одягу з медіафраншизою Monster in My Pocket.

## Публікації
У 2012 році Acne Studios і фотограф Ентоні Армстронг Джонс спільно випустили першу книгу Snowdon Blue. У ній були портрети Девіда Бові, Сержа Генсбура, Маноло Бланіка та інших, одягнених у блакитні сорочки. У другій книзі Bruce of Los Angeles: Rodeo у співпраці з фотографом Брюсом Белласом були представлені знімки американських ковбоїв. Також Джонні Йоганнсон розробив колекцію топів, джинсів і черевиків у стилі вестерн, щоб якнайкраще представити класичну американську тематику. 29 квітня 2015 року Acne Studios випустили книгу Peter Schlesinger Sculpture разом із капсульною колекцією шовкового домашнього одягу унісекс. Книга містила фотографії понад 150 робіт американського скульптора Пітера Шлезінгера, починаючи з 1980-х років, і була знята Еріком Боманом. Фотографії супроводжувалися шведською мовою і були надруковані на японському папері.
Кампанія весна-літо 2017 року, знята Паоло Роверсі, була випущена обмеженим тиражем і містила інтерв'ю з фотографами.

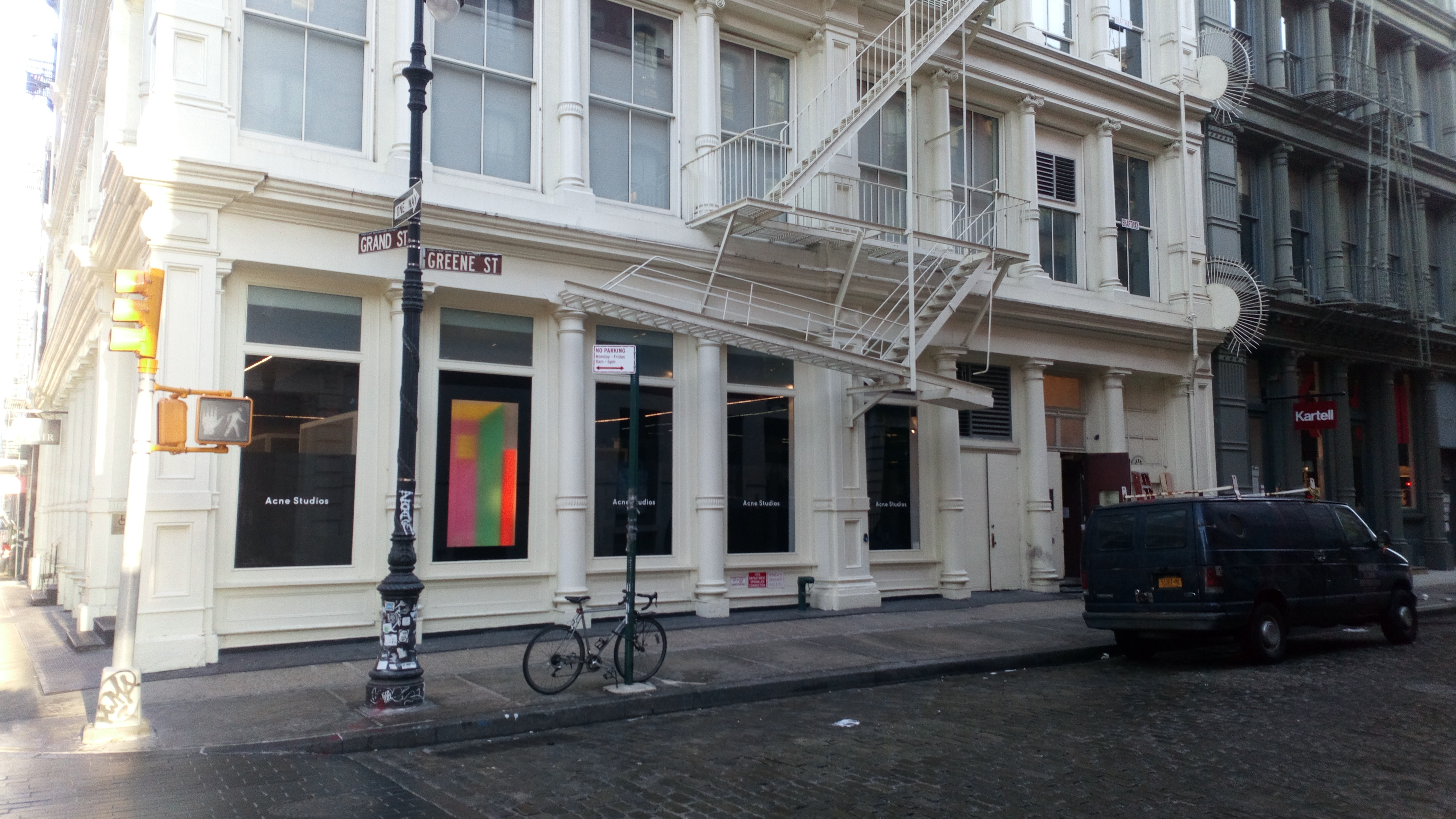
Магазин Acne Studios у Сохо, Мангеттен

## Магазини
Acne Studios має роздрібні магазини по всьому світу, включаючи Стокгольм, Гетеборг, Копенгаген, Мюнхен, Берлін, Торонто, Нью-Йорк, Сан-Франциско, Лос-Анджелес, Мілан, Мельбурн, Сідней, Антверпен, Лондон, Париж, Осло, Гонконг, Токіо, Нагоя, Сеул, Пусан, Ченду, Пекін і Шанхай.